# Pteromalus qinghaiensis
Pteromalus qinghaiensis är en stekelart som beskrevs av Yin-Xia Liao 1987. Pteromalus qinghaiensis ingår i släktet Pteromalus och familjen puppglanssteklar. Inga underarter finns listade i Catalogue of Life.